# Stazione di South Acton
La stazione di South Acton è una stazione ferroviaria ubicata lungo la ferrovia di Londra nord, situata a South Acton nel borgo londinese di Ealing. Dalla stazione di South Acton si dipanava la linea per Hammersmith & Chiswick.

## Storia
Nei pressi di dove sarebbe sorta la stazione di South Acton si trovava il bivio per la diramazione per Hammersmith & Chiswick, aperta nel 1853. A nord di South Acton, la tratta si dipanava verso sud-est in direzione di Hammersmith. I servizi passeggeri sulla tratta sono terminati con la prima guerra mondiale, mentre il traffico merci è terminato nel 1965.
Nel 1874 una legge autorizzò la costruzione di una diramazione della District Railway (DR), da Acton Town a South Acton. La diramazione fu aperta al traffico merci il 15 maggio 1899. Il servizio passeggeri fu introdotto il 13 giugno 1905 per consentire l’interscambio con i servizi della ferrovia di Londra nord che effettuava corse dal nord di Londra verso la stazione di Richmond della DR. In questo modo il cambio di linea per i passeggeri era più comodo rispetto alla stazione di Turnham Green, situata più a est.
La stazione di South Acton della linea District era adiacente a quella della ferrovia di Londra nord, sul lato nordoccidentale dei binari. Inizialmente la linea forniva un servizio passeggeri fino alla stazione di Hounslow Barracks (oggi Hounslow West, gestita dalla linea Piccadilly) ma il numero di passeggeri era basso e nel 1932 la linea fu convertita a binario singolo, con un servizio navetta che operava tra Acton Town e South Acton. Nel 1933 la linea entrò a far parte del London Passenger Transport Board e divenne una diramazione della linea District.
Nei suoi ultimi anni il servizio navetta veniva normalmente svolto da un treno a una carrozza singola, modificata per consentire l’operazione da una sola persona e munita di freni aggiuntivi. Poiché l’uso di un singolo guidatore era allora altamente insolito, la linea era munita di un sistema telefonico di emergenza all’altezza dei finestrini, una caratteristica che normalmente si trova solo sui tratti sotterranei della metropolitana.
Tra il personale impiegato sulla linea, il servizio per South Acton era soprannominato "La corsa del tè", dato che era così breve che mettendo una teiera sul fuoco quando il treno partiva da Acton Town, l’acqua iniziava a bollire quando il treno arrivava in stazione di ritorno da South Acton.
Il servizio navetta per South Acton fu soppresso il 28 febbraio 1959. La diramazione fu smantellata e oggi non ne rimane traccia, tranne alcuni supporti dei cavalcavia demoliti e parti del vecchio tracciato del binario. L’edificio della stazione, situato a sinistra e più in alto rispetto a quello della linea ferroviaria tuttora in uso, è stato ugualmente demolito e oggi il terreno è occupato da un blocco di appartamenti.

## Movimento
La stazione è servita dalla relazione Richmond-Straford della London Overground con cadenza quartoraria, con treni operati da Arriva Rail London per conto di Transport for London.